# Spiegelwidavink
De spiegelwidavink (Euplectes albonotatus) is een zangvogel uit de familie Ploceidae (Wevers).

## Verspreiding en leefgebied
Deze soort komt voor in westelijk-centraal, oostelijk en het zuidelijke deel van Centraal-Afrika en telt 3 ondersoorten:
- Euplectes albonotatus eques: van de Centraal-Afrikaanse Republiek, Soedan en Ethiopië tot centraal Tanzania.
- Euplectes albonotatus asymmetrurus: van westelijk Gabon tot westelijk Angola en São Tomé.
- Euplectes albonotatus albonotatus: van zuidoostelijk Congo-Kinshasa, Zambia en zuidelijk Tanzania tot oostelijk Zuid-Afrika.